# Wizard Bloody Wizard
Wizard Bloody Wizard è il nono album in studio del gruppo musicale doom metal britannico Electric Wizard, pubblicato il 17 novembre 2017 dalla Spinefarm Records.
Il nome dell'album si ispira a Sabbath Bloody Sabbath dei Black Sabbath.

## Tracce
1. See You In Hell – 6:38
2. Necromania – 6:14
3. Hear the Sirens Scream – 8:44
4. The Reaper – 3:14
5. Wicked Caresses – 6:43
6. Mourning of the Magicians – 11:18

## Formazione
- Jus Oborn – voce, chitarra ritmica
- Liz Buckingham – chitarra solista
- Clayton Burgess – basso
- Simon Poole – batteria